# Erwin Seitz
Erwin Seitz (* 26. August 1928 in Obergermaringen; † 10. Oktober 2003 in Germaringen) war ein deutscher Politiker (CSU).
Seitz besuchte die Volksschule, die Berufsschule und die Landwirtschaftsschule. Nach dem Besuch weiterbildender Kurse war er als Landwirtschaftsmeister tätig.
Er vertrat von 1970 bis 1994 den Stimmkreis Kaufbeuren als direkt gewählter Abgeordneter im Bayerischen Landtag. 
Seitz war Mitglied im Bezirksvorstand der CSU Schwaben. 
Er gehörte auch dem Kreistag des Landkreises Ostallgäu an. 